# 格式化文本
格式化文本（英文：formatted text、styled text、rich text），与纯文本（plain text）相对，具有风格、排版等信息，如颜色、式样（黑体、斜体等）、字体尺寸、特性（如超链接）等。 

## 术语
格式化文本不等同于二进制文件，也不一定就不是ASCII文本。因为格式化文本不一定是二进制的，它也可以是一般的文本，如HTML，RTF，enriched text等文件，因此可以是ASCII文本文件。相反，一个纯文本（plain text）也可以非ASCII文件（如UTF-8编码的文件）。 作为文本文件的格式化文本是用标记语言来写的。Microsoft Word处理的格式化文本是二进制文件。 

## 標記式語言
格式可以通過標籤（tag）來標記，與正文文本通過特殊字元（如HTML中的尖括號）區分開來。例如：
這隻狗在分類學上被歸類為Canis familiaris。
在HTML中標記為：
```
<
p
>
這隻狗在分類學上被歸類為
<
i
>
Canis familiaris
</
i
>
。
</
p
>

```

斜體文本由左斜體和右斜體標籤括起來。在LaTeX中，文字依照以下方式標記：
```
這隻狗在分類學上被歸類為
\textit
{
Canis familiaris
}
。

```

大多數標記語言都可以使用任何文本編輯器進行編輯，不需要特殊的軟體。許多標記語言也可以使用旨在自動化某些功能或將輸出呈現為所見即所得的專用軟體進行編輯。